# Прага E-114
Прага Е-114 (популаран назив:Air Baby) је био чехословачки једномоторни, двоседи спортскo-туристички, висококрилни авион из 1930- их. Био је то један од најраспрострањенијих и најпопуларнијих спортских авиона у историји чехословачке авијације.

## Пројектовање и развој
Прага Е-114 је спортско туристички авион дрвене конструције са једним мотором и два седишта. Био је висококрилац са једноделним конзолним носећим крилом и фиксним стајним трапом. Конструисао га је инж. Јарослав Шлехта а производила фирма ЧКД Прага. Први прототип је први пут полетео у септембру 1934. године и исте године је представљен јавности на Париском Аеросалону. Други прототип (OK-PGB, касније G-ADKSL) скренуо је на себе пажњу својим летом из Лимпна (Кент) до Кејптауна. Прешао је 14.722 км за 16 дана и 4,5 сата. То није био неки такмичарски лет него рутинска испорука авиона купцу у Јужно Афричкој Унији. Након овог лета енглеска фирма Hills & Sons је откупила лиценцу за производњу овог авиона у Енглеској.
Серијска производња почела је 1935. са мотором Прага B од 29 kW и током производње авион је стално побољшаван уградњом јачих мотора и увођењем бољих техничких решења. Годину дана касније тестиран је Е-214 четворосед а две године касније појавиле су се две нове конструкције Е-115 и Е-117.
Производња прекинута ратом је настављена после рата и трајала све до 1949. године. Кад се саберу предратна и послератана производња као и лиценцна производња процењује се да је укупно произведено око 300 ових авиона.

## Технички опис
Труп авиона је био различитог попречног пресека од правоугаоног па преко петоугаоног до шестоугаоног, био је простран да је у њега могла да стану два седишта једно поред другог. Носећа структура трупа авиона је била направљена као решеткаста дрвена конструкција од пуног дрвета а носач мотора од заварених челичних цеви. Поља решеткасте конструкције су била укрућена дијагоналама од челичне жице а облога трупа је била делимично од дуралуминијумског лима (облога мотора и носач мотора), дрвене лепенке (кабина) и импрегнираног платна (репни део трупа). Модел Е-117 је имао носећу конструкцију од заварених челичних цеви.
Погонска група овог авионе се састојала од мотора и дрвене двокраке вучне елисе фиксног корака. Од мотора, на овој летелици су коришћени: Praga B снаге 30 kW (40 KS); Praga B-2 снаге 36 kW (49 KS); Praga D снаге 49-59 kW (65-79 KS) а после Другог светског рата Walter Mikron III, снаге 48 kW (65 KS) и Continental A65 снаге 49 kW (65 KS). Издувни гасови су се обично са два ауспуха изводили испод трупа авиона мада је било и других решења. Напајање горивом је било гравитационо из резервоара смештених у крилу авиона до карбуратора мотора.
Крило је било једноделно, дебелог профила, самоносеће дрвене конструкције. У крилним празнинама су били смештени резервоари за гориво. Облик крила је био једнакокраки трапез, са заобљеним крајевима. Нападна линија крила је била управна на осу трупа авиона. Конструкција крила је била од дрвета са две дрвене рамењаче од смрче и ребра од шперплоче, а облоге делом од дрвене лепенке а делом од импрегнираног платна. Покретни делови крила су такође имали конструкцију од дрвета док им је облога била од импрегнираног платна. На средњем предњем делу крила изнад кабине део крила је био на шаркама  и отварао се на горе као поклопац кабине и служио је као улаз посаде у авион.
Авион има два хоризонтална и један вертикални стабилизатор на које су прикачена кормила дубине и правца. Хоризонтални стабилизатори имају носећу конструкцију од заварених челичних цеви а вертикални стабилизатор има дрвену конструкцију и сви су пресвучени импрегнираним платном. Покретни делови (кормила) имају конструкцију од заварених челичних цеви а облогу од импрегнираног платна. Хоризонтални стабилизатори су са доње стране косим упорницама били ослоњени на доњи део трупа.
Стајни трап је фиксан са два независна главна точка на ногама која су направљена од челичних цеви и лима. На точковима су нископритисне (балон) гуме. Испод репа авиона се налази или дрљача од лиснате опруге или самоуправљиви (клавирски) точак.

## Верзије
Верзије авиона Прага Е-114 су означене на основу мотора који су уграђивани у њих:
- E-114B - са мотором Praga B, боксер мотор са 2 цилиндра снаге 30 kW (40 KS).
- E-114B-2 - са мотором Praga B-2, боксер мотор са 2 цилиндра снаге 36 kW (49 KS).
- E-114D - са мотором Praga D, боксер мотор са 4 цилиндра снаге 49-59 kW (65-79 KS), максималне брзине 150 km/h.
- E-114M - са 4-воро цилиндичним линијским мотором Walter Mikron III, снаге 48 kW (65 KS). максималне брзине 185 km/h.
- E-114C - у последњи E-114M је уграђен мотор Continental A65 боксер мотор са 4 цилиндра снаге 49 kW (65 KS) после 1952.

## Оперативно коришћење
Предратна производња ових авиона се углавном користила у Аероклубовима Чехословачке све до 1938. године. Са овим авионима је постављено неколико чехословачких националних рекорда. Два Е-114 су учествовала у звезданом лету на Летњим олимпијским играма 1936. у Берлин-Рангсдорфу. Пилоти Фукса и Полма су освојили прва два места на ранг листи међународног звезданог лета. Број бодова који су постигли био је далеко већи од броја њихових конкурената. Њихови резултати на даљину су такође били добри поредећи их са онима других конкурентских авиона опремљених много снажнијим моторима.
За време Окупације заробљени авиони Е-114 су подељени између Луфтвафе и ваздухопловства квислиншке Словачке. Немци су ове авионе користили све до 1942. године као авионе за обуку и курирску службу. Исто то се дешавало и са авионима у Словачкој стим што су коришћени до краја рата.
После рата обновљена је производња ових авиона E-114D са мотором Praga D и E-114M са мотором Walter Mikron III. Поред техничког овај авион је направио и леп комерцијалан успех, продат је у преко 10 земаља.

### Сачувани примерци
- Praga E-114 M, серијски број 119, регистрација OK-BGV изложен је у Ваздухопловном музеју на аеродрому Точна.
- Praga E-114, серијски број 122, регистрација OK-BGQ у поступку је рестаурације.
- Praga E-114 M, серијски број 125, регистрација OK-BGL изложен је у Народно техничком музеју у Прагу[3].

## Земље које су користиле авион
| - Чехословачка - Финска - Француска - Иран - Јужна Африка - Италија | - Румунија - Велика Британија - Швајцарска - Нацистичка Немачка - Словачка |